# Dziśnity (powiat ostródzki)
Dziśnity (niem. Dosnitten) – wieś w Polsce położona w województwie warmińsko-mazurskim, w powiecie ostródzkim, w gminie Małdyty.
W latach 1975–1998 miejscowość administracyjnie należała do województwa olsztyńskiego. W latach 1945–1946 miejscowość nosiła nazwę Dożniewo.
Miejscowość wzmiankowana w dokumentach z roku 1367, jako dwór szlachecki na 15 włókach. Pierwotna nazwa Dysenithen najprawdopodobniej wywodzi się od imienia Prusa – Dysenna. W roku 1782 we wsi odnotowano 16 domów (dymów), natomiast w 1858 w 10 gospodarstwach domowych było 123 mieszkańców. W latach 1937–1939 było 139 mieszkańców. W roku 1973 jako wieś Dziśnity należały do powiatu morąskiego, gmina i poczta Małdyty.
Bukowy Las, Bukowina (niem. Buchwald) – las leżący na wschód od wsi Dziśnity, przy jeziorze Ruda Woda.
Długa Łąka (niem. Halber Grund) – łąka leżąca na północ od wsi.